# Stadhouderskade 72-73
Het complex Stadhouderskade 72/73 bestaat uit een tweetal herenhuizen aan de Stadhouderskade/Singelgracht te Amsterdam-Zuid.
Het is niet duidelijk wie de twee bijna symmetrische gebouwen heeft ontworpen. Het zou kunnen zijn dat deze gebouwen werden neergezet volgens een ontwerp van de eigenaar van het terrein Bernardus Cornelius Hanssen. Een andere mogelijkheid is dat IJme Gerardus Bijvoets ze heeft (helpen) ontworpen. Hij ontwierp namelijk voor Hanssen ook de gebouwen 68-71. De panden zijn gebouwd in de eclectische bouwstijl en/of neorenaissance. De symmetrie werd tenietgedaan door het plaatsen van een erker aan de gevel van huisnummer 73. Deze erker "staat" op het balkon van de eerste verdieping en draagt zelf weer een balkonnetje. Op huisnummer 72 is alleen een balkon aanwezig op de eerste verdieping. De hoge toegangen tot de panden zijn in pleisterwerk uitgevoerd.
Het verschil zou te verklaren zijn aan de hand van het feit dat de familie Hanssen-Kiekens zelf op nummer 73 woonde.
Bernardus Cornelius Hanssen leefde van 1836 tot 1 maart 1916 en was getrouwd met Grietje Kiekens 1848-1936. Zijn laatste verblijfsadres was wat later bekend zou worden als de Valeriuskliniek. Het gezin woonde toen nog op nummer 73. Dat is dan ook de plaats waar hun dochter Grietje Hanssen in datzelfde jaar overleed op 36-jarige leeftijd
Van Hanssens hand verschenen meer gebouwen in Amsterdam, zoals Sarphatistraat 80 en Leeuwenhoekstraat 3-7.
Het gebouw nummer 72 bracht in 1951 31.400 gulden op.; in 1880 nog 17.600 gulden
Oost ·
160 ·
158 ·
157 ·
156 ·
155 ·
151-154 ·
149-150 ·
145-146 ·
142-144 ·
140-141 ·
137-139 ·
135-136 ·
130-134 ·
129 ·
128 ·
125-127 ·
123-124 ·
116-122 ·
115 ·
110-113 ·
100-101 ·
97 ·
95-96 ·
93-94 ·
92 ·
91 ·
89-90 ·
87-88 ·
86 ·
85 ·
84 ·
82-83 ·
78-79 ·
77 ·
Heineken Brouwerij ·
74 ·
72-73 ·
69-70 ·
68 ·
67 ·
65-66 ·
64 ·
62-63 ·
60-60a ·
58-59 ·
56-57 ·
Willemshuis ·
Van Nispenhuis ·
Kapel van Sint Josephs Gezellen-Vereeniging ·
54 ·
52-53 ·
47-49 ·
Carel Willinkplantsoen ·
Polderhuis ·
Ruysdaelkade 2-4 ·
Judith Leysterbrug ·
42 (Rijksmuseum) ·
40-41 ·
31-35 ·
30 ·
29 ·
Park Centraal Amsterdam ·
Stedemaagd (Vondelpark) ·
Byzantium ·
Koepelkerk ·
12 (Marriott) ·
Persilhuis ·
7 ·
5 ·
3 ·
1 ·
West